# ثورة غارزا
كانت ثورة غارزا أو حرب غارزا صراعًا عسكريًا بين ولاية كواويلا المكسيكية وولاية تكساس الأمريكية بين عامي 1891 و1893. بدأت الحرب بإطلاق الثوري كاتارينو غارزا حملة عسكرية من تكساس إلى المكسيك لإشعال ثورة ضد الدكتاتور بورفيريو دياز. نتيجة هذا الانتهاك للحيادية، شارك جيش الولايات المتحدة الأمريكية ليساعد الجيش المكسيكي في استهداف أتباع غارزا. كانت هذه الحرب صغيرة بالمقارنة مع بقية الصراعات المشابهة في التاريخ المكسيكي على الرغم من أن الكثيرين اعتبروها حدثًا ممهدًا للثورة المكسيكية الكبرى بين عامي 1910 و1920.

## الحرب

### 1891
كانت ثورة غارزا واحدة من انتفاضات التمرد العديدة خلال العقود الأربعة التي حكم خلالها نظام بورفيريو دياز. في سبتمبر، أصدر غارزا بيانًا يعلن فيه أن سكان المكسيك كانوا «يعامَلون كـ ’عبيد حقراء، وأن الحكومة كانت موبوءة بـ ’الفساد المرعب’، لدرجة سحق حرية الصحافة، وخيانة دستور عام 1857». طالب غارزا المكسيكيين بـ «النهوض جميعًا بقوة الحرية والدستور والوعي الشعبي الجماعي». بدأت الحرب في ليلة الخامس عشر من سبتمبر حين عبر 60 إلى 80 غارزيستا (الاسم الذي أُطلق على أتباع غارزا) نهر ريو غراندي قرب نقطة فورت رينغولد في تكساس بهدف «الإطاحة بالحكومة المكسيكية». كان العديد من الغارزيستا مكسيكيين أمريكيين معروفين بكونهم مجرمين قبل الحرب لذلك يُشار إليهم كثيرًا باسم اللصوص أو الخارجين عن القانون.
أنشأ العسكريون في الجيش الأمريكي مع المدنيين توثيقًا للحرب من خلال الرسائل والبرقيات والتقارير الرسمية، والتي احتفظ جيش الولايات المتحدة بقسم كبير منها في مجموعة خاصة. في السادس عشر من سبتمبر، أرسل الكابتن إي. إل. راندال من جيش الولايات المتحدة برقية من فورت رينغولد إلى قيادة الجيش في تكساس تحمل أخبارًا عن الحدث؛ «تلقيت معلومات مفادها أنه في الساعة السادسة من مساء الأمس، عبر سي. إي. غارسيا [كاتارينو غارسيا] إلى المكسيك على بعد 14 ميل من هنا برفقة 50 رجل مسلح، ويبدو أن هدفه هو محاولة إشعال ثورة». كانت حرب العصابات جزءًا أساسيًا من الصراع إذ بقيت أعداد الغارزيستا قليلة نسبيًا وانخرطوا بين السكان المدنيين. لم يبقوا في الأراضي المكسيكية لمدة أكثر من بضعة أيام واستخدموا الأحصنة للتنقل ذهابًا وإيابًا عبر الحدود بأمان شبه تام. على مدى حملتين عسكريتين استغرقتا ثلاث سنوات، دخل الجيش المكسيكي برفقة الجيش الأمريكي في عدة اشتباكات مسلحة، حدثت جميعها في محيط وادي ريو غراندي. جرت غالبية الاشتباكات بين القوات المكسيكية والمقاتلين المتمردين في كواويلا لكن عددًا من الاشتباكات حدث بين الأمريكيين والمتمردين على أراضي تكساس.
كان الكتاب الأساسيون للمراسلات التي وثقت الحرب هم الكابتن جون جي. بورك والكابتن جورج إف. تشيس والكابتن جورج كي. هانتر من فرقة الفرسان الثالثة والكابتن إي. إل راندال من فورت رينغولد وقنصل الولايات المتحدة في ماتاموروس جون بي. ريتشاردسون والكابتن إف. إتش. هاردي من فرقة الفرسان الثالثة وستيفن أوكونر من فرقة المشاة الثالثة والعشرين وإم. روميرو من المفوضية المكسيكية في واشنطن العاصمة وبي. أورنيلاس القنصل المكسيكي في سان أنطونيو في ولاية تكساس.
كانت تقارير الكابتن بورك للحملتين مفصلة بشكل كبير، كُتب أحد أوائل هذه التقارير في السادس من أكتوبر عام 1891 بعد مضي أقل من شهر على بداية العملية. في هذا التقرير يصف بورك صعوبة المهمة قائلًا: «يمكن أن نعزو صعوبة هذه المهمة إلى حقيقة يعلمها قائد القسم بكل تأكيد، وهي أن السكان في هذا الوادي [وادي ريو غراندي] هم في الحقيقة مكسيكيون، يمكن اعتبار لغتهم وملابسهم وأوزانهم وأطوالهم والنقود التي يستخدمونها إسبانية، وبالتالي يعتبر التمييز بين ’الثوار’ والسكان العاديين أمرًا قريبًا إلى المستحيل». في الثاني عشر من أكتوبر، كتب بورك ما يلي واصفًا التفتيش في قرية مكسيكية خلال إحدى جولاته الاستطلاعية؛ «نفحص كل منزل في أي منطقة مشبوهة، كما نتحقق من أسماء السكان وعدد الأحصنة الموجودة، ونفحص محيط المنازل بحثًا ع آثار عربات أو روث أو نار أو مبيت أو أي شيء يقترح وجود غرباء منذ فترة قريبة». في الخامس عشر من نوفمبر، كتب بورك أن رحلات البحث من فورت رينغولد كانت «بدون أدنى نتيجة، عدا عن إنهاك الأحصنة والرجال والضباط». كان سبب ذلك إلى حد بعيد هو أن الأمريكيين حاولوا إيجاد عدد قليل من السكان المحليين ضمن منطقة جرداء قليلة الكثافة السكانية تمتد مئات الأميال.
كانت عملية جمع المعلومات ضعيفة، إذ عُرف المدنيون المكسيكيون الذين عملوا كأدلاء للجيش الأمريكي بكونهم غير موثوقين بسبب تعاطفهم مع الثوار، كذلك كان حال الفلاحين المحليين الذين صادفهم الجيش. عانى الجيش المكسيكي من مشاكل مشابهة للتي واجهها الأمريكيون، ما دفع بورك إلى تقديم اقتراح إلى رؤسائه باشتراط قدرة جميع القادة الميدانيين على التحدث بالإسبانية بهدف تحقيق شكل أفضل من التواصل مع السلطات المكسيكية والسكان المحليين بدلًا من الاعتماد على الأدلاء.